# Сливен (област)
Област Сливен (също и Сливенска област) е една от 28-те области на България. Тя се намира в Югоизточна България. Заема площ от 3544 km² и има население 172 690 души. Пощенските кодове на населените места в област Сливен са от 8800 (за град Сливен) до 8999. МПС-кодът ѝ е СН.

## Списък на населените места в област Сливен
Градовете са с удебелен шрифт. 

### Община Котел
Мокрен,
Боринци,
Братан,
Градец,
Дъбова,
Жеравна,
Катунище,
Кипилово,
Котел,
Малко село,
Медвен,
Нейково,
Орлово,
Остра могила,
Пъдарево,
Седларево,
Соколарци,
Стрелци,
Тича,
Топузево,
Филаретово,
Ябланово

### Община Нова Загора
Асеновец,
Баня,
Богданово,
Брястово,
Бял кладенец,
Дядово,
Езеро,
Еленово,
Загорци,
Каменово,
Караново,
Коньово,
Кортен,
Крива круша,
Любенец,
Любенова махала,
Млекарево,
Научене,
Нова Загора,
Новоселец,
Омарчево,
Пет могили,
Питово,
Полско Пъдарево,
Прохорово,
Радево,
Радецки,
Сокол,
Стоил войвода,
Събрано,
Съдиево,
Съдийско поле,
Ценино

### Община Сливен
Биково,
Бинкос,
Блатец,
Божевци,
Бозаджии,
Бяла,
Въглен,
Гавраилово,
Гергевец,
Глуфишево,
Глушник,
Голямо Чочовени,
Горно Александрово,
Градско,
Драгоданово,
Желю войвода,
Зайчари,
Злати войвода,
Изгрев,
Ичера,
Калояново,
Камен,
Кермен,
Ковачите,
Крушаре,
Малко Чочовени,
Мечкарево,
Младово,
Николаево,
Новачево,
Панаретовци,
Раково,
Самуилово,
Селиминово,
Скобелево,
Сливен,
Сотиря,
Средорек,
Стара река,
Старо село,
Струпец,
Тополчане,
Трапоклово,
Чинтулово,
Чокоба

### Община Твърдица
Близнец,
Боров дол,
Бяла паланка,
Жълт бряг,
Оризари,
Сборище,
Сърцево,
Твърдица,
Червенаково,
Шивачево

## Население
Населението на област Сливен живее в 117 населени места. Традиционно за България, по-голямата част от него живее в градовете. В резултат на абсолютното намаляване на населението в областта се установява и тенденция на намаляване на показателя гъстота на населението и в края на 2006 г. по преценка той е 59 д./km². Областен център е град Сливен. Вторият по големина град на територията на областта е Нова Загора, следват град Котел и град Твърдица. По наблюдения на НСИ икономически активното население в областта е 51,0% от населението на 15 и повече години. За градовете този коефициент на икономическа активност е 56,3%, а за селата 40,5%.

### Численост на населението
| Област Община      | Площ, km2 | Население 31.12.1934 | Население 31.12.1946 | Население 1.12.1956 | Население 1.12.1965 | Население 2.12.1975 | Население 4.12.1985 | Население 4.12.1992 | Население 1.3.2001 | Население 1.2.2011 | Население 7.9.2021 | Брой общини | Градове | Села | Общо |
| ------------------ | --------- | -------------------- | -------------------- | ------------------- | ------------------- | ------------------- | ------------------- | ------------------- | ------------------ | ------------------ | ------------------ | ----------- | ------- | ---- | ---- |
| Област Сливен      | 3 544,066 | 154 324              | 169 230              | 188 373             | 217 170             | 230 827             | 237 764             | 234 785             | 218 474            | 197 493            | 172 690            | 4           | 6       | 104  | 110  |
| Община Котел       | 858,082   | 21 473               | 23 482               | 24 937              | 26 996              | 27 469              | 26 379              | 23 944              | 21 645             | 19 391             | 15 919             |             | 1       | 21   | 22   |
| Община Нова Загора | 876,858   | 47 720               | 50 891               | 52 706              | 55 793              | 53 007              | 51 684              | 49 566              | 45 754             | 39 010             | 30 569             |             | 1       | 32   | 33   |
| Община Сливен      | 1366,630  | 73 074               | 80 913               | 94 296              | 114 763             | 132 285             | 142 483             | 144 060             | 136 148            | 125 268            | 112 890            |             | 2       | 43   | 45   |
| Община Твърдица    | 442,496   | 12 057               | 13 944               | 16 434              | 19 618              | 18 066              | 17 218              | 17 215              | 14 927             | 13 804             | 13 312             |             | 2       | 8    | 10   |

### Прираст на населението

#### Естествен прираст
| Демография на населението в област Сливен | Демография на населението в област Сливен | Демография на населението в област Сливен | Демография на населението в област Сливен |
| Година                                    | Раждаемост                                | Смъртност                                 | Естествен прираст                         |
| ----------------------------------------- | ----------------------------------------- | ----------------------------------------- | ----------------------------------------- |
| 2000                                      | 11,5‰                                     | 12,8‰                                     | -1,3‰                                     |
| 2001                                      | 11,8‰                                     | 13,6‰                                     | -1,8‰                                     |
| 2002                                      | 11,3‰                                     | 13,6‰                                     | -2,3‰                                     |
| 2003                                      | 11,9‰                                     | 14,0‰                                     | -2,1‰                                     |
| 2004                                      | 12,3‰                                     | 13,2‰                                     | -0,9‰                                     |
| 2005                                      | 12,2‰                                     | 13,8‰                                     | -1,6‰                                     |
| 2006                                      | 12,8‰                                     | 13,8‰                                     | -1,0‰                                     |
| 2007                                      | 13,1‰                                     | 13,7‰                                     | -0,6‰                                     |
| 2008                                      | 13,2‰                                     | 14,1‰                                     | -0,9‰                                     |
| 2009                                      | 13,8‰                                     | 14,3‰                                     | -0,5‰                                     |
| 2010                                      | 12,4‰                                     | 15,1‰                                     | -2,7‰                                     |
| 2011                                      | 12,5‰                                     | 14,5‰                                     | -2,0‰                                     |
| 2012                                      | 12,0‰                                     | 14,3‰                                     | -2,3‰                                     |
| 2013                                      | 12,1‰                                     | 14,3‰                                     | -2,2‰                                     |
| 2014                                      | 12,4‰                                     | 14,9‰                                     | -2,5‰                                     |
| 2015                                      | 12,6‰                                     | 15,3‰                                     | -2,7‰                                     |
| 2016                                      | 12,2‰                                     | 14,6‰                                     | -2,4‰                                     |
| 2017                                      | 12,5‰                                     | 15,3‰                                     | -2,8‰                                     |
| 2018                                      | 12,0‰                                     | 15,6‰                                     | -3,6‰                                     |
| 2019                                      | 12,4‰                                     | 15,3‰                                     | -2,9‰                                     |
| 2020                                      | 11,7‰                                     | 18,1‰                                     | -6,4‰                                     |
| 2021                                      | 11,9‰                                     | 20,9‰                                     | -9,0‰                                     |
| 2022                                      | 12,2‰                                     | 18,1‰                                     | -5,9‰                                     |
| 2023                                      | 12,5‰                                     | 15,5‰                                     | -3,0‰                                     |
| 2024                                      | 12,5‰                                     | 15,3‰                                     | -2,8‰                                     |

#### Детска смъртност
14,8‰ от живородените деца в област Сливен умират преди да навършат една година през 2021 г. Област Сливен е областта с най-висока детска смъртност в България и Европейския съюз. 

### Етнически състав
Численост и дял на етническите групи според преброяванията на населението през годините:
|                     |                     | Численост | Численост | Дял (в %) | Дял (в %) |
| 2001                | 2011                | 2001      | 2011      |           |           |
| Общо                | Общо                | 218 474   | 197 473   | 100.00    | 100.00    |
| ------------------- | ------------------- | --------- | --------- | --------- | --------- |
| Българи             | Българи             | 163 188   | 132 697   | 74.69     | 67.19     |
| Турци               | Турци               | 22 971    | 16 784    | 10.51     | 8.49      |
| Роми                | Роми                | 26 777    | 20 478    | 12.25     | 10.37     |
| Други               | Руснаци             | 476       | 1954      | 0.21      | 0.98      |
| Други               | Арменци             | 223       | 1954      | 0.10      | 0.98      |
| Други               | Власи               | 14        | 1954      | под 0.01  | 0.98      |
| Други               | Македонци           | 14        | 1954      | под 0.01  | 0.98      |
| Други               | Гърци               | 138       | 1954      | 0.06      | 0.98      |
| Други               | Украинци            | 35        | 1954      | 0.01      | 0.98      |
| Други               | Евреи               | 4         | 1954      | под 0.01  | 0.98      |
| Други               | Румънци             | 7         | 1954      | под 0.01  | 0.98      |
| Други               | Други               | 2282      | 1954      | 1.04      | 0.98      |
| Не се самоопределят | Не се самоопределят | 1597      | 1293      | 0.73      | 0.65      |
| Неотговорили        | Неотговорили        | 748       | 24 267    | 0.34      | 12.28     |

#### Общини
Численост и дял на етническите групи по общини, според преброяването на населението през 2011 г.:
| Община      | Численост | Численост | Численост | Численост | Численост | Численост           | Численост     | Дял (в %) | Дял (в %) | Дял (в %) | Дял (в %) | Дял (в %)           | Дял (в %)     |
| Община      | Общо      | Българи   | Турци     | Роми      | Други     | Не се самоопределят | Не отговорили | Българи   | Турци     | Цигани    | Други     | Не се самоопределят | Не отговорили |
| Общо        | 197 473   | 132 697   | 16 784    | 20 478    | 1954      | 1293                | 24 267        | 67.19     | 8.49      | 10.37     | 0.98      | 0.65                | 12.28         |
| ----------- | --------- | --------- | --------- | --------- | --------- | ------------------- | ------------- | --------- | --------- | --------- | --------- | ------------------- | ------------- |
| Котел       | 19 391    | 7024      | 5793      | 4790      | 205       | 142                 | 1437          | 36.22     | 29.87     | 24.70     | 1.05      | 0.73                | 7.41          |
| Нова Загора | 39 010    | 27 564    | 5495      | 1435      | 152       | 365                 | 3999          | 70.65     | 14.08     | 3.67      | 0.38      | 0.93                | 10.25         |
| Сливен      | 125 268   | 88 750    | 4209      | 12 153    | 1515      | 649                 | 17992         | 70.84     | 3.35      | 9.70      | 1.20      | 0.51                | 14.36         |
| Твърдица    | 13 804    | 9359      | 1287      | 2100      | 82        | 137                 | 839           | 67.79     | 9.32      | 15.21     | 0.59      | 0.99                | 6.07          |

### Езици
Численост и дял на населението по роден език, според преброяването на населението през 2001 г.
| Роден език          | Численост | Дял (в %) |
| Общо                | 218 474   | 100.00    |
| Български           | 164 776   | 75.42     |
| Турски              | 23 606    | 10.80     |
| Цигански            | 24 453    | 11.19     |
| Други               | 3416      | 1.56      |
| Не се самоопределят | 1475      | 0.67      |
| Непоказано          | 748       | 0.34      |

### Вероизповедания
Численост и дял на населението по вероизповедание според преброяванията на населението през годините:
|                     | Численост | Численост | Дял (в %) | Дял (в %) |
| 2001                | 2011      | 2001      | 2011      |           |
| Общо                | 218 474   | 197 473   | 100.00    | 100.00    |
| ------------------- | --------- | --------- | --------- | --------- |
| Православие         | 178 721   | 100 523   | 81.80     | 50.90     |
| Католицизъм         | 251       | 669       | 0.11      | 0.33      |
| Протестантство      | 5071      | 5623      | 2.32      | 2.84      |
| Ислям               | 21 668    | 11 471    | 9.91      | 5.80      |
| Друго               | 309       | 211       | 0.14      | 0.10      |
| Нямат               | –         | 11 516    | –         | 5.83      |
| Не се самоопределят | 11 706    | 9976      | 5.35      | 5.05      |
| Непоказано          | 748       | 57 484    | 0.34      | 29.10     |

### Домакинства
Домакинствата, в които живее населението на област Сливен към 1 февруари 2011 г., наброяват 73 605. Близо две трети (67,4 %) от всички домакинства са в градовете. Преди периода 2001 – 2011 г. броят на домакинствата в областта намалява с 2664, като най-осезаемо е намалението в община Нова Загора – с 1441 домакинства. Средният размер на едно домакинство е намалява от 3 лица през 1992 г. на 2,6 лица през 2011 г. В градовете този размер през 2011 г. е 2,6, а в селата – 2,7.
Тази динамика се обуславя от редица демографски и социално-икономически фактори. През 2011 г. повече от половината домакинства в област Сливен са едно- или двучленни (55,5 %). На първите броят се променя от 15 137 (2001) на 19 899 (2011). Най-голям е относителният дял на едночленните домакинства в общините Нова Загора (28,8 %) и Сливен (26,8 %), а най-малък в община Котел (25,1 %).
Разпределението на домакинствата по етнически групи е направено в зависимост от посочения отговор на главата на домакинството – 55 718 са се самоопределили към българската етническа група (83,3 %), 5347 към турската (8 %), а 4871 към циганската (7,3 %). За 9,2 % от домакинствата главата не е отговорил на въпроса за етническа принадлежност. 

## Физико-географска характеристика
Област Сливен е разположена в Югоизточна България, на юг от Стара планина. Със своите 3544,066 km² тя обхваща 3,19% от територията на страната, което я поставя на 15 място между 28 области в България. Областта граничи на север с област Шумен, област Търговище и област Велико Търново, на юг и запад с област Стара Загора, на изток с област Бургас и на югоизток с област Ямбол.
Област Сливен се намира на разстояние 108 km от Бургас – най-голямото търговско пристанище в България, където е и най-близкото летище и на 195 km от Варна – второто по големина пристанище. От столицата София я делят 288 km. Територията на областта е разпределена по следния начин: земеделски земи – 52%, горски територии – 40%, населени места -3,5%.

### Релеф
Територията на областта се характеризира с разнообразен релеф. Това определя наличието на два района в релефно отношение: на север – полупланински и планински, а на юг – равнинен.
Южната част на територията на областта включва част от Тунджанската хълмиста и нископланинска област, Новозагорското, Керменското и Сливенското поле. Средната надморска височина на Сливенското поле е 150 m, а на Керменското и Новозагорското – около 130 m. Плодородните полета, намиращи се в южната част на областта, са обградени от север от Стара планина и най-източните склонове на Средна гора. Най-високите върхове в планинската част са Чумерна (1536 m), Българка (1181 m) и Разбойна (1128 m).

### Климат
Област Сливен обхваща територии, които спадат към областите с умереноконтинентален и преходноконтинентален климат, дължащ се на средиземноморското влияние. Характеризира се с кратка, относително топла зима с липса на сняг и горещо, сухо, бездъждовно лято.

### Природни ресурси
Хидроложките запаси в областта не са големи. Основен воден ресурс е река Тунджа, с водосборен басейн около 7800 km². Със своите 398 km тя заема четвърто място по дължина сред реките в България. Водите ѝ се използват за питейни нужди и напояване. На река Тунджа е изграден един от най-големите язовири в страната – Жребчево, който е с обем над 400 млн. m³. Основното му предназначение е за напояване.
Важен хидроложки ресурс за областта са минералните извори в близост до Сливен и Нова Загора – село Баня, около които са се развили балнеолечебни курорти. Сливенските минерални бани са курорт с национално значение, а минералните бани в село Баня имат местно значение.

## Транспорт
На територията на област Сливен са развити два вида транспорт – автомобилен и железопътен. Край Сливен има изградено летище, под управлението на Министерството на отбраната, което е използвано в миналото и за граждански нужди. Пистата е с дължина около 2,5 km, с параметри, които позволяват кацането на определени видове транспортни и пътнически самолети. Изградена е аерогара и контролна кула. Летището не се използва.
Област Сливен разполага с изградена и добре развита железопътна инфраструктура. Всички общински центрове, с изключение на Котел, са свързани с железопътната мрежа на страната.

## Икономика
Характерни за област Сливен са разнообразната отраслова и подотраслова структура, доброто разположение на промишлените мощности, напълно изградената инфраструктура в промишлените зони, което създава благоприятни условия за привличане на местни и чуждестранни инвеститори и развитие на икономиката на областта.
Като стар промишлен център, град Сливен има традиции в производството на текстил и трикотаж, храни и напитки, на машини и оборудване. Благоприятният климат е предпоставка за утвърждаването на Сливенския регион като важен доставчик на селскостопанска продукция. Условията са изключително подходящи за развитие на овощарство (особено производството на праскови и череши), лозарство, зеленчукопроизводство, производство на слънчоглед и зърнени култури, а също и за развитие на животновъдство.
По-важните за областната икономика отраслови сектори (отрасли) на преработващата промишленост са производство на текстил и изделия от текстил, производство на облекло; производство на хранителни продукти и напитки; производство на машини и оборудване.
Традициите в производството на текстил се предопределят от забележително събитие – построяването през 1843 г. в град Сливен на първата текстилна фабрика на Балканския полуостров (с началник Добри Желязков). С нейното създаване прохожда и българската индустрия. И до наши дни Сливен е един от текстилните центрове на България. Тук се намират едни от най-големите текстилни предприятия в страната. Значително място заемат множеството малки фирми, произвеждащи хавлиени тъкани и изделия, мъжки и дамски чорапи, облекло и др. Регионът е известен и с традиционното за град Котел и селищата около него ръчно производство на изтъкани с фолклорни мотиви килими.
Производство на хранителни продукти и напитки е вторият по значение отрасъл в Сливенска област. Той има силни позиции във винопроизводството, в млекопреработката, в производството на месо и месни продукти, на плодови и зеленчукови консерви. Основно място в развитието на отрасъла има и производството на плодови и зеленчукови консерви, които се реализират на пазарите на Европа, САЩ и ОНД. В Сливен се намират и едни от най-големите предприятия за преработка и пакетиране на ядки.
Производството на машини и оборудване е традиционен за Сливенска област отрасъл. Той е представен от няколко големи фирми в гр. Сливен и Нова Загора, които произвеждат универсални стругови машини, колонни пробивни машини, дървообработващи машини, металорежещи машини, селскостопанска техника.

### Изследване на ИПИ
Заключението от изследването на ИПИ „Регионални профили: показатели за развитие“ е, че област Сливен се очертава като една от най-слаборазвитите в България. ИПИ я категоризира като област с „много лошо социално-икономическо състояние и негативни тенденции на развитие“ – това е най-ниската оценка в изследването. В същата категория попадат и областите Разград и Силистра. За сравнение, областите Ямбол и Стара Загора са с „добри тенденции на развитие“, област Бургас е с „добро социално-икономическо развитие“, област Велико Търново с „лошо социално-икономическо развитие“, област Шумен със „средно социално-икономическо развитие“, а област Търговище с „контрасти в социално-икономическото развитие“.
По показателя „БВП на глава от населението“ е на предпоследно място с 4601 лв. през 2010 г. Все пак, за периода 2000 – 2010 г. този показател постоянно расте (през 2000 г. е 2307 лв.) и за десет години се е удвоил, но сравнително остава нисък. Освен в икономиката, слаби резултати област Сливен отбелязва и в образованието, здравеопазването и социалната среда.

## Селско стопанство
Плодородните почви и мекият климат в област Сливен предлагат широки възможности за развитие на земеделието в региона. Земеделските земи заемат 1827 хил. дка – 51,5% от територията на областта, от които 257 хил. дка с възможности за напояване. За развитието на селското стопанство стратегическо значение има отрасъл растениевъдство. Той осигурява производството на продукти, необходими за изхранване на населението и основни суровини за преработвателните предприятия и продуктивното животновъдство. Над половината от обработваемата земя в областта предимно в общините Сливен и Нова Загора се използва за отглеждане на зърнени култури. Почвено-климатичните условия в долината на река Тунджа на територията на Сливенска област са най-благоприятните в страната за отглеждането на прасковената култура, поради което тя заема най-големи площи. Приоритетен сектор за областта е развитието на лозарството.
Животновъдството е втори основен подотрасъл на селското стопанство в областта. Доброто фуражно производство в полската част на областта – общините Нова Загора и Сливен – създава благоприятни условия за развитие на говедовъдството и свиневъдството, а наличието на ливади и пасища в планинската и полупланинската част – общините Котел и Твърдица – благоприятстват за развитието на овцевъдството и месодайното говедовъдство. Добри традиции съществуват и в областта на пчеларството.

## Туризъм
Област Сливен разполага с чудесни възможности за туризъм, предопределени от нейното географско положение, наличието на природни дадености и богато историческо наследство.
Близостта на област Сливен до Южното черноморско крайбрежие е много благоприятна възможност за формиране на атрактивен регионален туристически продукт. Област Сливен е един от най-облагодетелстваните от природата региони в страната. Живописните склонове на Източна Стара планина с множеството си природни забележителности и наличието на голяма защитена територия – природен парк „Сините камъни“, са изключително богатство и предпоставка за успешно развитие на екотуризъм.
Природен парк „Сините камъни“ се намира в непосредствена близост до Сливен. Характеризира се с подчертано планински релеф. Надморската му височина варира от 290 до 1181 m (връх Българка – най-високият в Източна Стара планина). Това го прави подходящ за развитието на почти всички видове планински спортове – ски, алпинизъм, скално катерене, колоездене, планинско колоездене, делтапланеризъм, парашутизъм, безмоторно летене, както и за пешеходен и познавателен туризъм.
В община Сливен и община Нова Загора има условия за балнеолечебен и SPA туризъм, предвид наличието на естествени минерални извори. С голям потенциал за развитие са Сливенските минерални бани, които от 1967 г. са курорт с национално значение.

## Образование
Развитата мрежа за образование, квалификация и преквалификация дава възможност за поддържане на добро образователно равнище на населението на областта. В гр. Сливен се намира Инженерно-педагогически факултет към Техническия университет в София, който разполага с много добра материална база за обучение и научна дейност. Техническият колеж към същия институт, частен професионален колеж по мениджмънт и частен професионален търговски колеж допълват възможностите за обучение след завършено средно образование. Професионалното обучение на учениците за целия спектър на професиите от икономиката на областта, се осигурява от техникумите в градовете Сливен, Нова Загора и Твърдица. Гимназиите в гр. Сливен – за чуждоезиково обучение, Природоматематическа и Хуманитарна – създават бъдещите експертни, научни и ръководни кадри на областта.

## Култура
Област Сливен е с богати културни традиции, издържали изпитанието на годините и пренесени до наши дни. Статут на държавни културни институции имат: Драматичен театър „Стефан Киров“, Държавен куклен театър, Национален музей на текстилната индустрия.
На територията на област Сливен работят: музеи – 17, театри – 2, библиотеки – 109, художествени галерии – 4, симфоничен оркестър – 1, ансамбъл за народни песни и танци – 1, училища по изкуствата – 2, читалища – 112, печатни издания – 11, електронни медии – 11, сдружения и фондации работещи в областта на културата – 17. Културно – историческите паметници са 1255, от тях 23 с национално значение (община Сливен – 20, община Нова Загора – 3), архитектурно историческите резервати са 5. По брой паметници на културата Сливенска област се нарежда на трето място сред останалите области.
На територията на областта са регистрирани общо над 120 праисторически селищни могили, а над 300 са запазените надгробни тракийски могили. Най-забележителни са тези край селата Караново и Дядово, със следи от поселищен живот от епохата на Неолита.